# Nelson Lee
Nelson Lee (Taipei, 16 ottobre 1975) è un attore televisivo taiwanese naturalizzato canadese noto per i ruoli di Shen in Blade - La serie e di King Dragon nella serie televisiva Stargirl.

## Filmografia parziale

### Cinema
- Vacancy 2 - L'inizio (Vacancy 2 - The First Cut), regia di Eric Bross (2009)
- Mulan, regia di Niki Caro (2020)
- Civil War, regia di Alex Garland (2024)

### Televisione
- Law & Order - I due volti della giustizia (Law & Order) – serie TV, 2 episodi (2001-2003)
- Law & Order - Unità vittime speciali (Law & Order: Special Victims Unit) – serie TV, 2 episodi (2001-2019)
- Oz – serie TV, 2 episodi (2002)
- Law & Order: Criminal Intent – serie TV, un episodio (2005)
- Blade - La serie (Blade: The Series) – serie TV, 12 episodi (2006)
- Bones – serie TV, un episodio (2006)
- Cold Case - Delitti irrisolti (Cold Case) – serie TV, un episodio (2009)
- Hawaii Five-0 – serie TV, un episodio (2010)
- The Chicago Code – serie TV, un episodio (2011)
- Covert Affairs – serie TV, un episodio (2011)
- Longmire – serie TV, un episodio (2013)
- CSI: Cyber – serie TV, un episodio (2015)
- NCIS: New Orleans – serie TV, un episodio (2015)
- Stitchers – serie TV, un episodio (2016)
- The Night Shift – serie TV, un episodio (2016)
- Madam Secretary – serie TV, un episodio (2017)
- Ten Days in the Valley – serie TV, 5 episodi (2017)
- Lethal Weapon – serie TV, un episodio (2018)
- Sneaky Pete – serie TV, 2 episodi (2018)
- Shooter – serie TV, un episodio (2018)
- Claws – serie TV, 4 episodi (2019)
- Evil – serie TV, episodio 1x06 (2019)
- Westworld - Dove tutto è concesso (Westworld) – serie TV, un episodio (2020)
- Stargirl – serie TV, 8 episodi (2020)
- Ahsoka – 2 episodi (2023)
- Secret Level – episodi 1x02 e 1x14 (2024) – voce

## Doppiatori italiani
Nelle versioni in italiano delle opere in cui ha recitato, Nelson Lee è stato doppiato da:
- Riccardo Scarafoni in Cold Case - Delitti irrisolti, Sneaky Pete
- Alessandro Rigotti in Law & Order: Criminal Intent
- Oreste Baldini in Blade - La serie
- Nanni Baldini in Hawaii Five-O
- Luca Graziani in NCIS: New Orleans
- Matteo Costantini in Shooter
- Edoardo Stoppacciaro in Ahsoka
- Andrea Lavagnino in Civil War

Da doppiatore è sostituito da:
- Emiliano Reggente in Secret Level (Sean)
- Massimo Lopez in Secret Level (Tiangong)